# Saint-Laurent-de-la-Cabrerisse
Saint-Laurent-de-la-Cabrerisse – miejscowość i gmina we Francji, w regionie Oksytania, w departamencie Aude.
Według danych na rok 1990 gminę zamieszkiwały 624 osoby, a gęstość zaludnienia wynosiła 25 osób/km² (wśród 1545 gmin Langwedocji-Roussillon Saint-Laurent-de-la-Cabrerisse plasuje się na 458. miejscu pod względem liczby ludności, natomiast pod względem powierzchni na miejscu 276.).

## Zabytki
Zabytki w miejscowości posiadające status Monument historique:
- kościół św. Wawrzyńca (Église Saint-Laurent)